# 杭州电信大厦

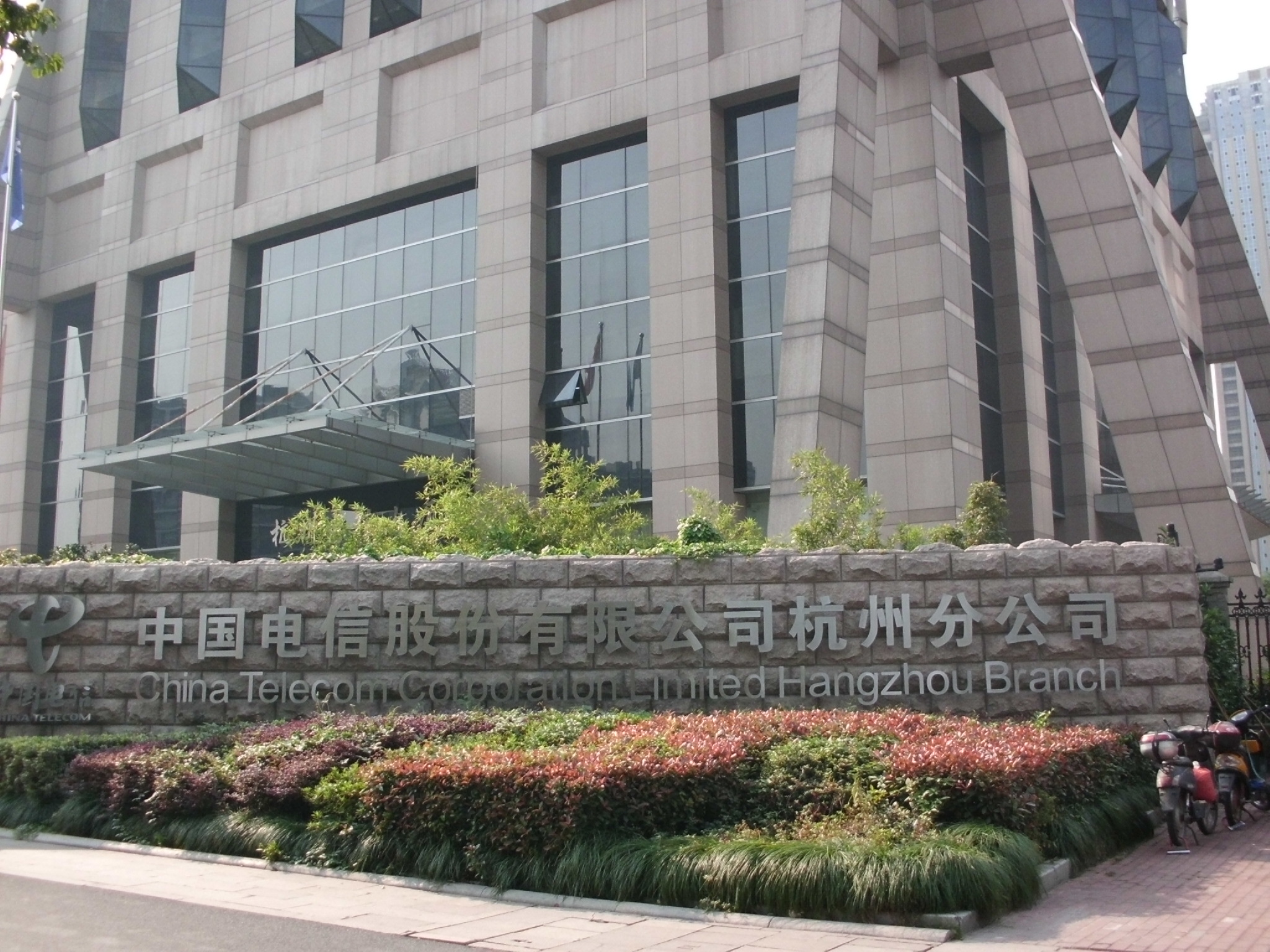
杭州电信分公司

杭州电信大厦，也称杭州第二长途通信枢纽大楼，是位于杭州市钱江新城富春路288号的高层写字楼，为中國電信杭州分公司的办公大楼。杭州市第一座电信大厦位于武林门，建于1970年代。

## 简介
大楼位于钱江三桥东面下桥处。1998年10月开工，2006年12月28日正式启用，共花费了9年的时间建造。彼时正值钱江新城建设初期，投用时间因配套设施进度缓慢而一再推迟。
大厦高232米（另一说法是249.5米），为当时杭州第一高楼，直至2010年被落成的高258米的浙江财富金融中心西塔超越。共43层，其中地下二层、地上41层。